# 간트 (기업)
간트(Gant)는 스웨덴 스톡홀름에 본사를 둔 미국에 뿌리를 둔 스웨덴 의류 소매업체이다. 이 회사는 1949년 베르나르 간트마허(Bernard Gantmacher)에 의해 설립되었으며 원래 코네티컷주 뉴헤이븐에 본사를 두고 있었다. 간트는 70개 시장에서 사업을 운영하고 있으며 전 세계 4000개 이상의 소매점과 독점 매장에서 제품을 구입할 수 있다. "하우스 오브 간트"(House of Gant)에는 GANT, GANT Diamond G 및 GANT Rugger 등 세 가지 컬렉션이 있다.